# Hylotelephium pallescens
Hylotelephium pallescens är en fetbladsväxtart som först beskrevs av Josef Franz Freyn, och fick sitt nu gällande namn av Hideaki Ohba. Hylotelephium pallescens ingår i släktet kärleksörter, och familjen fetbladsväxter. Inga underarter finns listade i Catalogue of Life.

## Bildgalleri

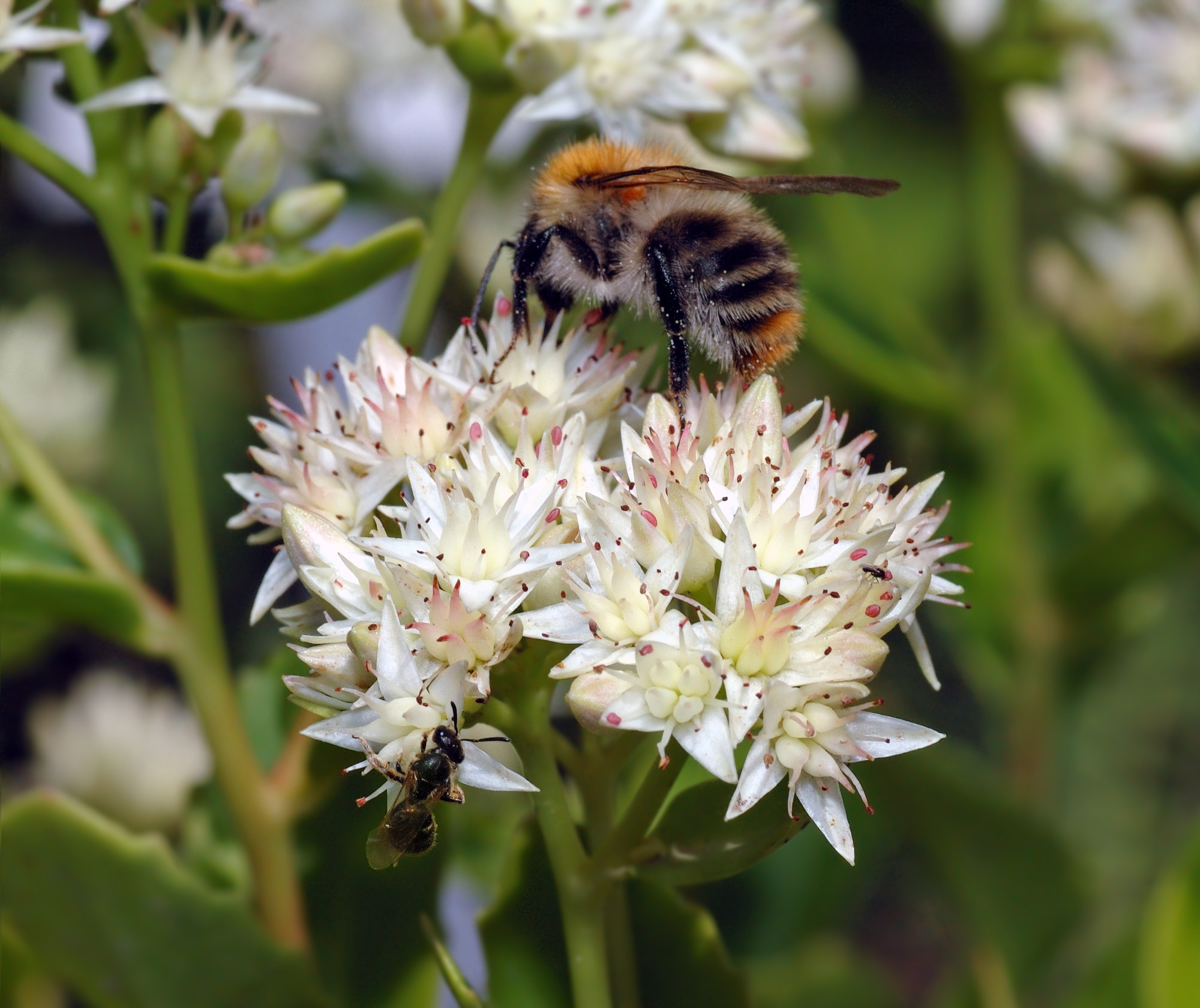
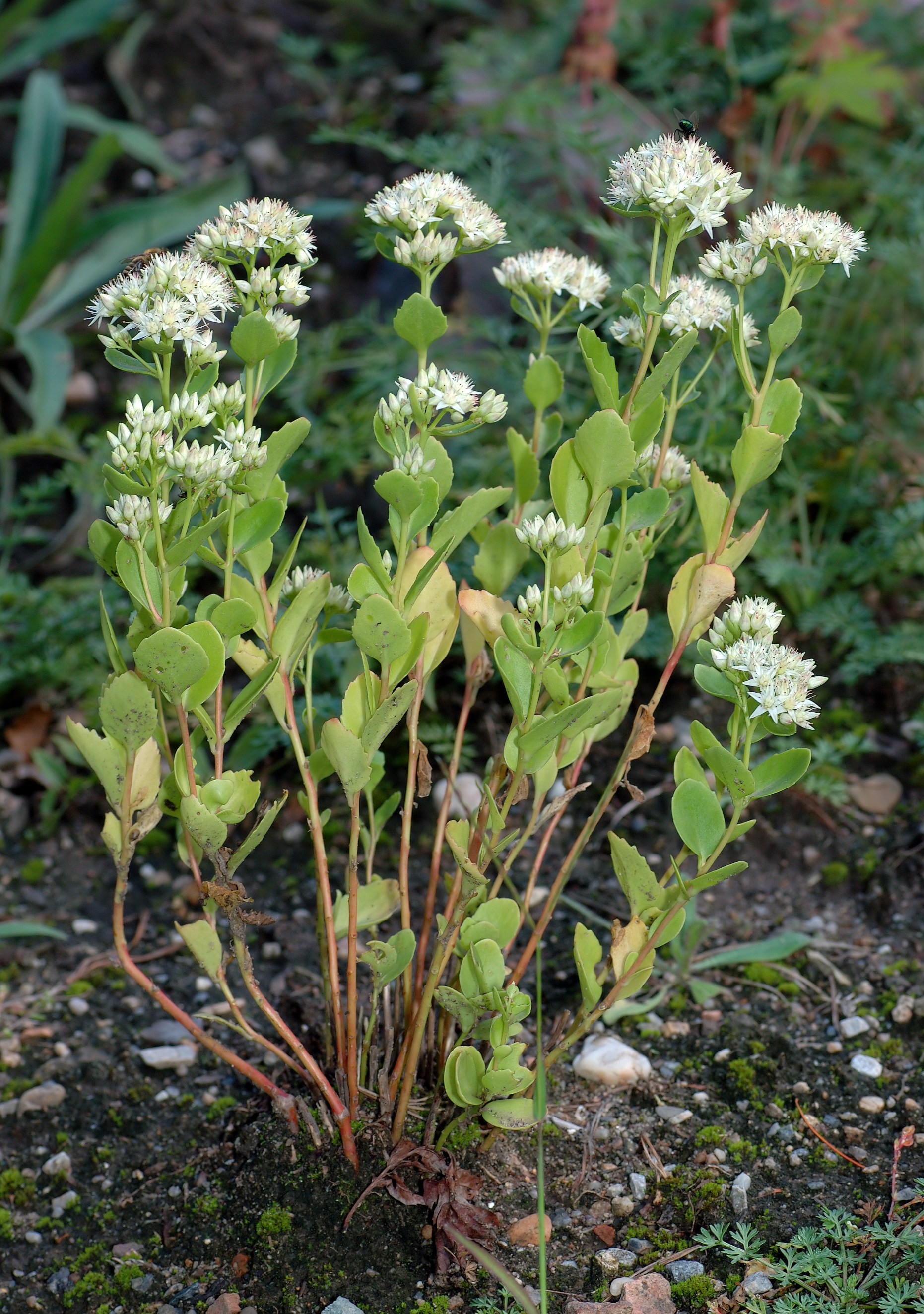